# Jonathan (sköldpadda)

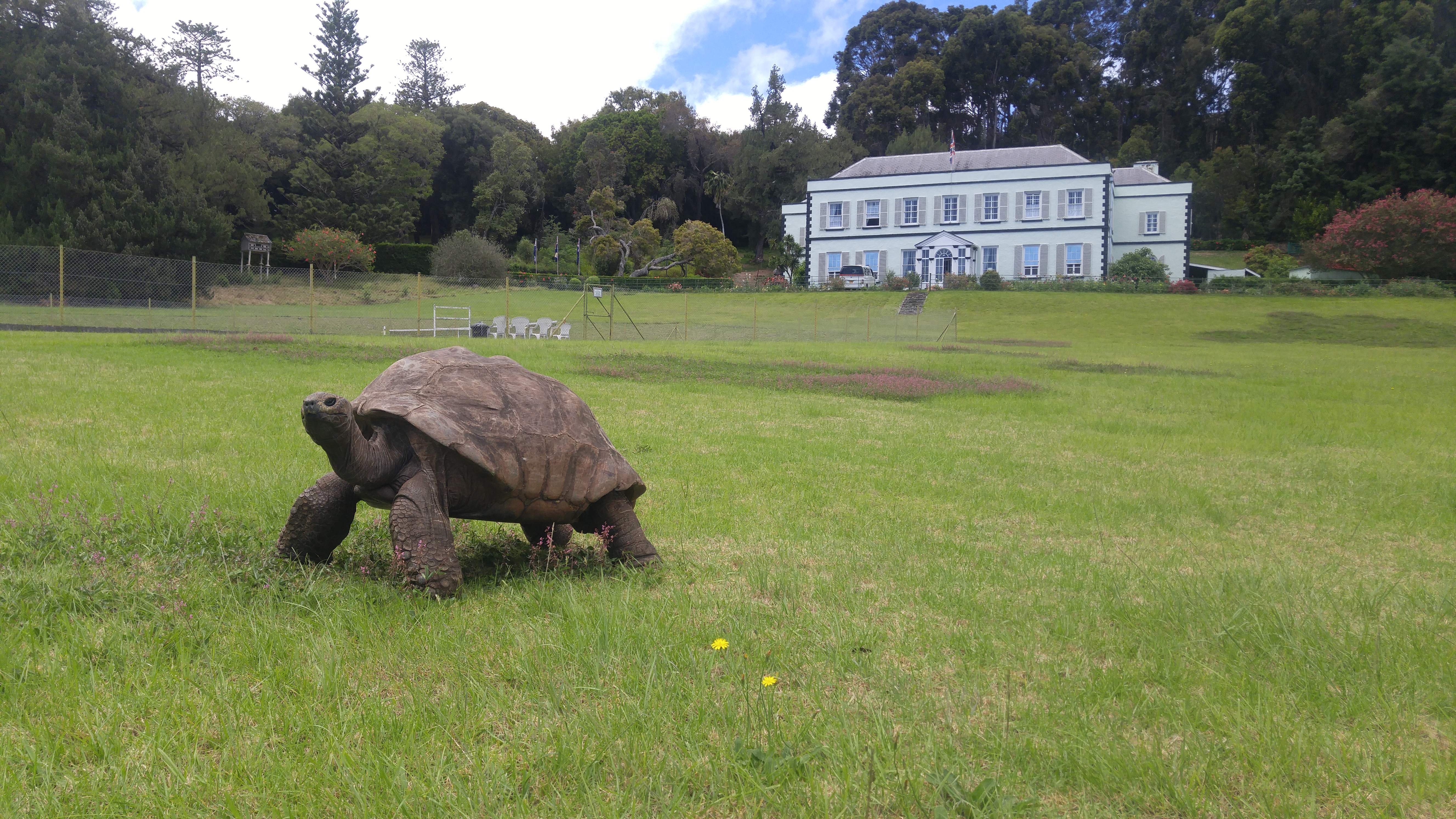
Jonathan år 2020.

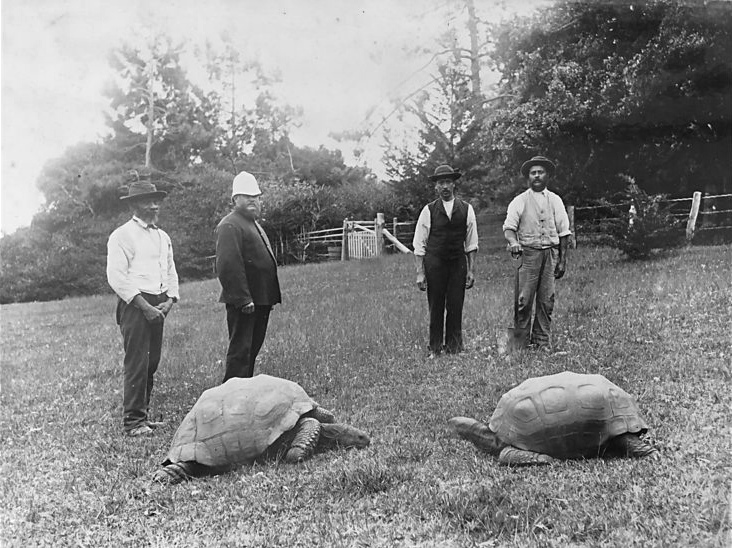
Jonathan (till vänster) med en annan sköldpadda år 1886.

Jonathan (född cirka 1832) är världens äldsta (åldersverifierade) sköldpadda. År 2024 uppskattades han vara 192 år gammal, vilket gör honom till det äldsta kända levande landdjuret.
Jonathan är en aldabrasköldpadda, troligen av den i vilt tillstånd utdöda underarten Aldabrachelys gigantea hololissa.

## Biografi
Jonathan föddes runt år 1832.
Vid cirka 50 års ålder fördes Jonathan år 1882 till St Helena från Seychellerna tillsammans med tre andra sköldpaddor. Han namngavs på 1930-talet av guvernör Sir Spencer Davis.
Hans möjliga ålder kom i ljuset när ett fotografi från andra Boerkriget upptäcktes, där en sköldpadda syns bredvid en krigsfånge runt år 1900. Den 5 december 2008 publicerade Daily Mail en artikel som påstod att sköldpaddan på bilden är Jonathan.